# Bakonynána
Bakonynána (hongrois : Bakonynána [ˈbɒkoɲnaːnɒ] ; allemand : Nannau) est une localité hongroise située dans le comitat de Veszprém.

## Nom et attributs

### Toponymie
Le nom de Nána est très probablement d'origine anthroponymique, bien que l'identité exacte de la personne à l'origine du nom ne soit pas connue. On sait toutefois qu'au moment de l'invasion mongole de 1240-1241, un certain Mihály, issu du clan Nána-Beszter, occupait la charge de gouverneur du château épiscopal de Veszprém. Par ailleurs, un personnage ecclésiastique nommé Nána aurait été évêque de Veszprém vers 1130.
La forme « Bakony-Nána » est attestée pour la première fois avec cette orthographe en 1863.

## Site et localisation

### Topographie et hydrographie
Le village est situé dans le nord du massif du Bakony, au bord du ruisseau Gaja, à environ 14 kilomètres de Zirc. 
Le village se trouve à une altitude comprise entre 360 et 380 mètres.

### Géologie et géomorphologie
Parmi les curiosités naturelles des environs figure le Római-fürdő (« bain romain »), une gorge pittoresque traversée par le ruisseau Gaja, située à environ 1,5 km du village, prisée pour la randonnée.
Dans la zone périphérique de la commune s’ouvre également le Bongó-zsomboly, une doline (gouffre) classée et strictement protégée, connue des spéléologues.

## Histoire
Les premières traces humaines dans la région de Bakonynána remontent à la préhistoire. Des objets liés à la culture aurignacienne, vieille de 100 000 ans, ont été découverts à proximité, sur le territoire de Dudar. Les plus anciens vestiges trouvés à Bakonynána même appartiennent à la culture de Lengyel, dont des fragments de poterie, des outils en pierre et des fondations d'habitations ont été mis au jour sur le site d'Irtásföld, occupé de manière quasi ininterrompue pendant plus de deux millénaires, jusqu'au IVe siècle. La région était également habitée durant l'époque romaine, comme en témoignent les vestiges d'un vicus et des fragments de céramique sigillée. En revanche, la période post-romaine ne laisse aucune trace archéologique locale avant la conquête magyare.
Un conflit majeur opposant les partisans d'Étienne et de Koppány au tournant du premier millénaire s'est déroulé non loin de l'actuel village. Sous les rois de la dynastie Árpád, la région était incluse dans l'ispánat forestier royal du Bakony, administré depuis Zirc puis Csesznek. Une tour de guet fortifiée en bois, aujourd'hui disparue, aurait existé entre Bakonynána et Jásd. Le village, probablement fondé au XIIe siècle à proximité de deux monastères nouvellement établis, apparaît pour la première fois sous le nom de Nana dans un document de 1488. Il comptait alors 21 foyers imposables.
Au XVIe siècle, le village appartenait à la famille Cseszneky. Bien qu'un moulin y soit mentionné dès 1578, la localité fut partiellement incendiée par les Ottomans en 1564, et complètement abandonnée vers 1594, durant la guerre de Quinze Ans. Elle fut repeuplée à plusieurs reprises aux XVIIe et XVIIIe siècles, notamment par des colons allemands invités par la famille Nádasdy. En 1743, la majorité des familles recensées étaient germanophones, et le village possédait alors une scierie, une taverne et un moulin. Une paroisse catholique autonome fut établie en 1788 et dirigée par les cisterciens jusqu'en 1971.
Au cours du XIXe siècle, Bakonynána se développe lentement autour de l'agriculture, de la fabrication de charbon de bois et d'un petit artisanat rural. Un grave incendie détruisit en 1868 près de la moitié du village, y compris l'église et le presbytère. La reconstruction fut rapide, et une nouvelle église fut consacrée en 1869. Des tensions religieuses apparurent à la fin du siècle entre la population germanophone, attachée aux messes en allemand, et les habitants magyarophones des hameaux environnants. À la veille du XXe siècle, le village était doté d'un corps de pompiers, d'une ligne téléphonique et d'équipements agricoles modernes.
Durant la Première Guerre mondiale, une trentaine de soldats originaires du village périrent, et plusieurs autres furent blessés. Le village resta relativement à l'écart des troubles politiques de 1918–1919. Pendant l'entre-deux-guerres, des projets d'électrification, de routes et d'exploitation charbonnière virent le jour, et Bakonynána fut raccordé au réseau électrique en 1932. Malgré une majorité de population allemande, le Volksbund n'y apparut qu'à partir de 1940, et sa progression fut surveillée par les autorités locales.
La Seconde Guerre mondiale n'épargna pas le village. En 1944, les habitants juifs furent déportés, et plusieurs jeunes hommes furent enrôlés dans les divisions SS. Le front traversa la région en 1945, entraînant l'évacuation temporaire de nombreuses familles. La guerre fit 36 morts parmi les soldats du village et 14 victimes civiles. Peu après, les terres de l'ancien domaine Nádasdy furent redistribuées dans le cadre de la réforme agraire. En 1948, 186 habitants d'origine allemande furent déportés vers l'Allemagne.
À partir de 1949, la collectivisation transforma le village. Une coopérative agricole fut créée, puis dissoute après l'insurrection de 1956, qui provoqua aussi un rejet local du régime et des tensions entre anciens et nouveaux habitants. La coopérative fut néanmoins rétablie en 1958 et conserva son autonomie jusqu'en 1974. Dans les années 1980, l'unification scolaire avec Dudar suscita une forte opposition, et l'école locale fut finalement partiellement restaurée.
La mémoire des conflits fut ravivée en 1989 par l'inauguration d'une plaque commémorative dédiée aux victimes de la Seconde Guerre mondiale. En 1990, Bakonynána redevint une commune indépendante avec l'élection de son propre conseil municipal.

## Population

### Minorités culturelles et religieuses
Lors du recensement de 2011, 83,3 % des habitants de Bakonynána se déclaraient de nationalité hongroise, tandis que 27,2 % s'identifiaient comme allemands ; en raison des identités multiples, le total peut dépasser 100 %. Par ailleurs, 16,4 % de la population n'a pas déclaré de nationalité. Côté confessionnel, 58,1 % se déclaraient catholiques romains, 4,5 % réformés, 0,4 % évangéliques, 0,2 % gréco-catholiques ; 4,8 % étaient sans confession, et 31,8 % ne se sont pas prononcés.
Selon le recensement de 2022, 81,4 % des habitants se disaient hongrois, 14,6 % allemands, 0,4 % roms, 0,2 % polonais, 0,1 % bulgares, et 1,5 % relevaient d'autres nationalités non autochtones. Le taux de non-réponse était de 18,2 %. Du point de vue religieux, 39,4 % des habitants étaient catholiques romains, 5,4 % réformés, 1,1 % évangéliques, 0,1 % gréco-catholiques, 1,3 % autres chrétiens, 1,6 % autres catholiques, 7,4 % sans confession, et 43,5 % n'ont pas répondu.

## Équipements

### Réseaux extra-urbains
Il s'agit d'un village en cul-de-sac accessible depuis Dudar, en empruntant la route secondaire 82 112, qui bifurque vers le sud depuis la route principale 8216. Il est également possible de le rejoindre par des routes forestières à circulation limitée, en provenance de Várpalota via Tés, ou depuis Veszprém en passant par Olaszfalu. Parmi ses localités voisines, seules Jásd et Nagyesztergár sont connectées par des chemins agricoles ou forestiers.

## Personnalités liées à la localité
Par le passé, le comte Ferenc Nádasdy, spécialiste reconnu de la gestion cynégétique, entretenait sur le territoire communal un parc de chasse modèle.